# اسپارک ماتسوناگا
اسپارک ماتسوناگا (به انگلیسی: Spark Matsunaga) سناتور سابق عضو حزب دموکرات ایالات متحده آمریکا بود. وی در سال ۱۹۷۷ تا ۱۹۹۰ میلادی سناتور ایالت هاوائی در سنای ایالات متحده آمریکا بود.